# Henry Pelham (1661-1721)
Pour les articles homonymes, voir Henry Pelham (homonymie).
Henry Pelham (c.1661 - 1er avril 1721) est un homme politique anglais. Il est élu dans deux circonscriptions parlementaires du Sussex, où la famille exerce une influence considérable, pour la plupart du temps entre 1690 et 1702. Nommé au poste de secrétaire du greffier des Pells en 1698, Pelham est un whig fiable qui soutient la Cour.

## Éducation et famille
Pelham est né vers 1661, troisième fils de sir John Pelham (3e baronnet). Il fait ses études au Collège d'Eton de 1673 à 1678 environ et est inscrit à la Christ Church, Oxford le 14 février 1679. Il entre également au Gray's Inn en 1678. Le 18 décembre 1683, il épouse Frances Byne, fille de John Byne, et a trois fils et quatre filles:
- Henry Pelham (1694-1725)
- John Pelham (mort en 1721)
- Thomas Pelham (c.1705-1737)
- Elizabeth Pelham, mariée avec Thomas Pelham (1678-1759)
- Grace Pelham, mariée à William Poole, de Hook
- Frances Pelham, mariée à Sir Francis Poole, 2e baronnet
- Lucy Pelham, mariée à Talbot Yelverton (1er comte de Sussex)

## Carrière parlementaire
Le père de Henry, Sir John, possède une propriété considérable dans et autour de Seaford et a assez d'influence parlementaire dans cet arrondissement pour partager la nomination des membres avec Sir William Thomas, 1er baronnet. En conséquence, il peut donner à Henry un siège à l'élection de 1690, qui a été occupé brièvement par le demi-frère de sir John, sir Nicholas Pelham. Henry est classé par lord Carmarthen comme whig, mais son activité parlementaire au moment est difficile à distinguer de celle de son frère Thomas, qui siège pour Lewes.
L'influence de Pelham à Lewes est encore plus forte que qu'à Seaford. Thomas et Henry possèdent tous deux des biens immobiliers dans la ville et leurs sièges à Halland et à Stanmer Park, respectivement, sont à proximité. À l'élection de 1695, les frères organisent leur réélection pour les deux sièges à Lewes. À la Chambre, Henry appuie régulièrement le gouvernement, signe l'association en février 1696 et vote pour le candidat de sir John Fenwick. En mai 1697, Thomas est à nouveau nommé Lord du trésor et obtient pour Henry le poste de greffier des Pells lorsqu'il est libéré par la mort de William Wardour en janvier 1698. Son droit au poste, une sinécure d'une valeur de 2000 £ par an, est contesté par Thomas Strangways (1643-1713), mais Pelham le conserve jusqu'à sa mort.
Les frères sont de nouveau réélus aux élections de 1698, à l'issue desquelles Henry est classé parmi les partisans de la Cour. Thomas suit une ligne plus indépendante; sa nomination au Trésor a peut-être pour but de renforcer son allégeance aux intérêts de la Cour au Parlement, mais cela échoue. Son association avec Lord Sunderland le place en contradiction avec les dirigeants Whigs et le reste du Conseil du Trésor, et son opposition résolue aux Communes à une armée permanente conduit à son renvoi du Trésor le 1er juin 1699. Les inclinations politiques générales de Thomas demeurent whig, cependant, et c'est peut-être dans un but de réconciliation que Henry quitte son siège aux élections générales anglaises de janvier 1701 pour laisser une place pour le procureur général, Sir Thomas Trevor. La nomination à la magistrature de Trevor en juin permet à Henry de reprendre le siège de Lewes aux élections générales anglais de novembre 1701. Contrairement à Thomas, Henry est jugé comme un whig fiable et, en janvier 1702, il empêche la tenue du procès électoral de Maidstone devant le barreau de la Chambre. Il ne se présente pas aux élections de 1702 et se retire du Parlement.
La mort de sir John Pelham en janvier 1703 donne lieu à une longue discussion entre Thomas et Henry sur la division du domaine de leur père. Les deux arrivent finalement à un partage de la propriété en 1708. Henry est nommé commissaire chargé des souscriptions à la Compagnie de la mer du Sud en 1711. Il est décédé le 1er avril 1721 et est enterré à l' église Sainte-Anne de Soho.